# غاو ماينفرانكين
The Gau Main Franconia (بالألمانية: Gau Mainfranken ) ، المسمى Gau Lower Franconia (بالألمانية: Gau Unterfranken ) حتى 30 يوليو 1935،  كان قسمًا إداريًا لألمانيا النازية في فرانكونيا السفلى، بافاريا، من عام 1933 إلى عام 1945. قبل ذلك، من عام 1926 إلى عام 1933، كان التقسيم الإقليمي للحزب النازي في تلك المنطقة.

## التاريخ
تم شغل منصب غاولايتر فرانكونيا من قبل أوتو هيلموث طوال فترة وجود الغاو، مع لودفيغ بوسل (1931-1937) وويلهلم كونريش (1937-1945) نوابًا له.  